# Szef ministrów Australijskiego Terytorium Stołecznego
Szef ministrów Australijskiego Terytorium Stołecznego (Chief Minister of the Australian Capital Territory) – najwyższe stanowisko we władzy wykonawczej Australijskiego Terytorium Stołecznego (ACT). Powstało w 1989, kiedy ACT uzyskało stopień samorządności porównywalny z australijskimi stanami i Terytorium Północnym. Szef ministrów łączy kompetencje quasi-premiera ACT oraz burmistrza Canberry. Jako jedyny szef rządu stanu lub terytorium w Australii, jest wybierany bezpośrednio przez lokalny parlament i nie otrzymuje nominacji od żadnego gubernatora ani administratora (bo w ACT nie ma takiego stanowiska). W praktyce stanowisko to pełni zwykle lider parlamentarnej większości. 

## Lista szefów ministrów
| lp. | osoba            | od                   | do                   | przynależność              |
| --- | ---------------- | -------------------- | -------------------- | -------------------------- |
| 1   | Rosemary Follett | 11 maja 1989         | 5 grudnia 1989       | Australijska Partia Pracy  |
| 2   | Trevor Kaine     | 5 grudnia 1989       | 6 czerwca 1991       | Liberalna Partia Australii |
| (1) | Rosemary Follett | 6 czerwca 1991       | 2 marca 1995         | Australijska Partia Pracy  |
| 3   | Kate Carnell     | 2 marca 1995         | 18 października 2000 | Liberalna Partia Australii |
| 4   | Gary Humphries   | 18 października 2000 | 5 listopada 2001     | Liberalna Partia Australii |
| 5   | Jon Stanhope     | 5 listopada 2001     | 12 maja 2011         | Australijska Partia Pracy  |
| 6   | Katy Gallagher   | 16 maja 2011         | 11 grudnia 2014      | Australijska Partia Pracy  |
| 7   | Andrew Barr      | 11 grudnia 2014      | nadal                | Australijska Partia Pracy  |